# Tell Tamer
Tell Tamer (arabisch تل تمر, DMG Tall Tamr; syrisch-aramäisch ܬܠ ܬܡܪ; kurdisch Til Temir  oder Girê Xurma, andere Schreibweise auch Tall Tamer) ist eine am Fluss Chabur gelegene Ortschaft und ein Distrikt (Nahiya) im nordöstlichen Syrien, Gouvernement al-Hasaka, etwa 40 km nördlich der Stadt al-Hasaka. In Tell Tamer leben Chabur-Assyrer, Araber und Kurden. Sowohl Tell Tamer als auch Girê Xurma bedeuten übersetzt Hügel der Datteln.

## Einwohnerzahl und ethnische Zusammensetzung
Zur ethnischen Zusammensetzung der Stadt gibt es widersprüchliche Angaben. Laut der libanesischen Zeitung Al-Akhbar machten Assyrer vor dem Bürgerkrieg in Syrien zwei Drittel der Bevölkerung Tell Tamers von 30.000 Menschen aus. Nach den Daten des Nationalen Zensus umfasste dagegen die Gesamtbevölkerung der Stadt 2004 nur etwa 7.285 Personen. Wissenschaftliche Schätzungen aus der Zeit vor dem Bürgerkrieg gaben die Zahl der Assyrer in ganz Syrien, die der Assyrischen Kirche des Ostens angehören, mit etwa 30.000 Individuen an, von denen etwa 15.000 bis 20.000 entlang des Flusses Chabur leben sollen. Schätzungen der Entwicklung der Einwohnerzahl von Tell Tamer aus derselben Quelle: 1.244 (1936); 1.250 (1960); 2.994 (1981); 5.030 (1993); 5.216 (1994); 5.405 (1995). Nach Ende der Terrorherrschaft des Daesch (IS) ist Tell Tamer im Jahre 2019 mit etwa 400 von ehemals 3000 christlichen Bewohnern das einzige der assyrischen Dörfer am Chabur, in dem noch mehr als 100 assyrische Christen leben und auch das einzige, in dem noch mehr als ein Zehntel der christlichen Vorkriegsbevölkerung lebt. Laut einem Bericht von Ende 2019 sind nach Tell Tamer nur assyrische Christen zurückgekehrt, während es keine anderen Bewohner – kurdische und arabische Muslime – mehr gibt. Insgesamt lebten 2018 in den Dörfern am Chabur von ehemals 10.000 assyrischen Christen noch etwa 900, und nur in einer Kirche gab es noch regelmäßige Gottesdienste.

## Geschichte vor dem Bürgerkrieg

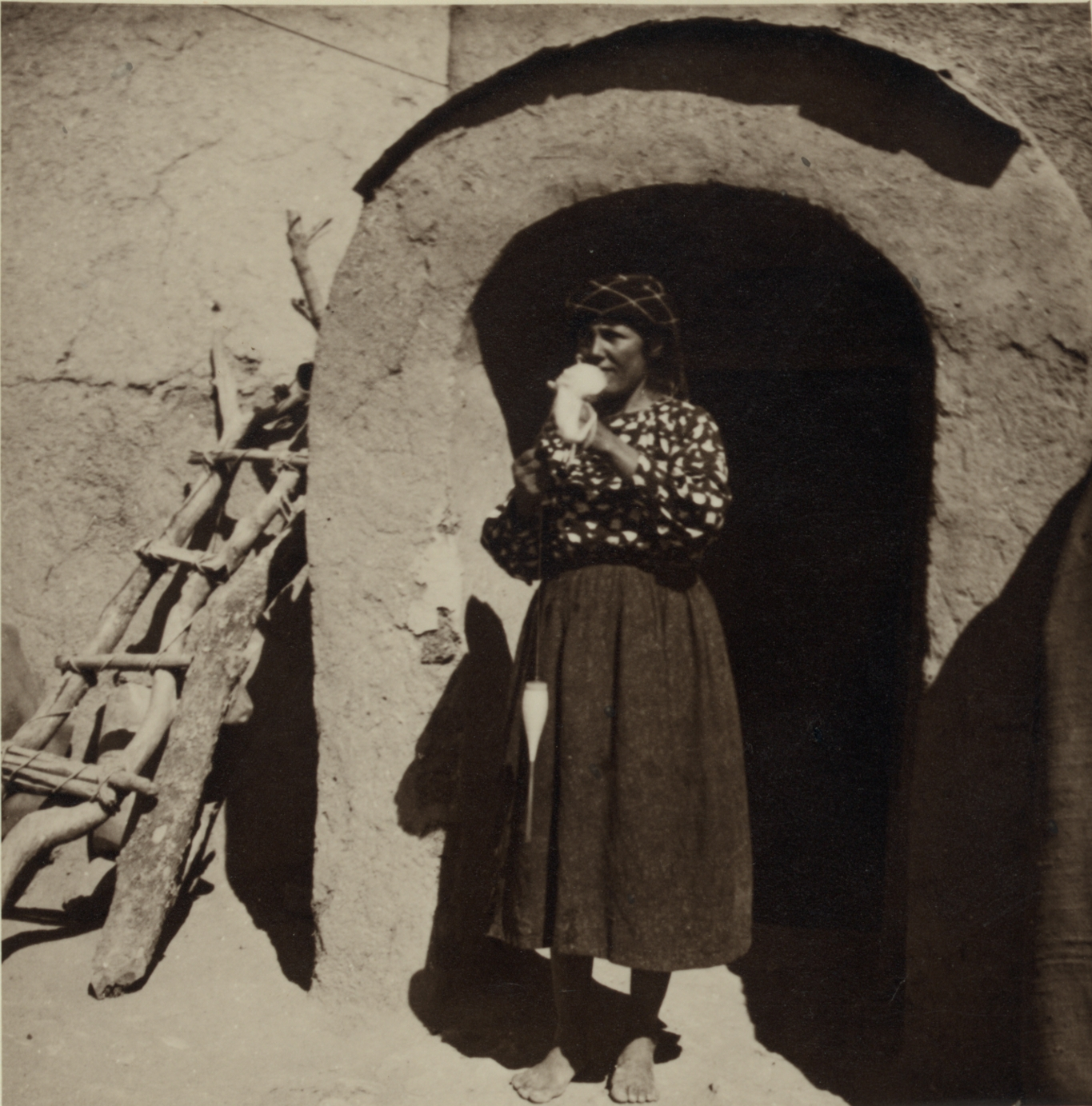
Assyrische Frau in Tell Tamer am Flusse Chabur spinnt Wolle (1939).

Die Stadt wurde in den 1930er Jahren von Assyrern-Aramäern-Chaldäern aus dem Irak gegründet, die aufgrund des Massakers von Semile aus dem Irak geflohen waren. Seine ursprünglichen Bewohner sind daher Assyrer des Tyaristammes, die über den Irak aus der Hakkâri-Region der Türkei gekommen waren. Noch in den 1960er Jahren bestand nahezu die gesamte Bevölkerung des Ortes aus Assyrern. In den 1960er Jahren wurde aus dem Dorf eine Stadt, als die Großgrundbesitzer enteignet und die Ländereien am Fluss Chabur an meist muslimische, oft kurdische Kleinbauern verteilt wurden. Die Mehrheit der Bevölkerung des Jahres 2011 bestand aus Kurden und sesshaften arabischen Beduinen. Lokale assyrische Führer schätzten in den 1990er Jahren den Anteil der eigenen Bevölkerungsgruppe noch auf etwa 20 %.

## Syrischer Bürgerkrieg
Im November 2012 begann ein assyrischer Exodus aus der Stadt, als Soldaten der Freien Syrische Armee in die Stadt einzumarschieren drohten. Als dann der sogenannte Islamische Staat die Kontrolle über Straßen in unmittelbarer Nachbarschaft übernahm, verstärkte sich die Abwanderung. Mehr als 500 assyrische Familien flohen aus der Stadt.
Nachdem der sogenannte Islamische Staat die Stadt ar-Raqqa erobert hatten, flohen einige Assyrer von dort und von ath-Thaura nach Tell Tamer. Laut der Syriac International News Agency griff im Mai 2014 der sogenannte Islamische Staat eine assyrische Siedlung in der Stadt an, was die Assyrer bewog, die kurdischen Volksverteidigungseinheiten (YPG) zur Hilfe zu rufen.
Vom 23. bis 26. Februar 2015 kidnappten IS-Banden etwa 350 Assyrer aus der Umgebung von Tell Tamer, von denen sie im März einige wieder frei ließen.
In Tell Tamer wurde am 7. März 2015 Ivana Hoffmann getötet. Hoffmann war eine deutsche Kommunistin aus Duisburg, die als Mitglied der Marxistisch-Leninistischen Kommunistischen Partei Nordkurdistan-Türkei (MLKP) an der Seite von Angehörigen der kurdischen Volksverteidigungseinheiten (YPG) und Frauenverteidigungseinheiten (YPJ) kämpfte. Sie gilt als erste Deutsche und erste ausländische Frau, die im bewaffneten Kampf gegen den IS ums Leben kam. Tell Tamer wurde der Stützpunkt einer christlichen Fraueneinheit des Militärrats der Suryoye (Assyrer), die sich zum Schutz gegen islamistische Kräfte und ihre türkischen Verbündeten bildete. Am 9. Oktober 2019 nahm die türkische Armee Tell Tamer unter Feuer. Nach einem Abkommen der Demokratische Kräfte Syriens mit der Regierung marschierten am 14. Oktober syrische Regierungstruppen in Tell Tamer ein.

## Name
Der Name Tell Tamer ist abgeleitet aus den arabischen bzw. syrisch-aramäischen Worten “Tell/Tella”, (beides bedeutet „Hügel“) und “Tamer/Tamra”, beides bedeutet „Dattel.“ Tell Tamer bedeutet also „Dattelhügel.“

## Tochter der Stadt
Tell Tamer ist der Geburtsort der assyrischen Sängerin Juliana Jendo, des assyrischen Sängers Adwar Mousa und des arabischen Sängers Omar Souleyman.